# Disordini di Memphis del 1866
I disordini di Memphis del 1866 (detti anche massacro di Memphis) furono una serie di eventi violenti che ebbero luogo tra il 1º maggio 1866 e il 3 dello stesso mese a Memphis, nel Tennessee (Stati Uniti). La violenza razziale fu innescata da razzismo politico e sociale a seguito della guerra di secessione, nei primi stadi dell'era della ricostruzione. Dopo un alterco a colpi di arma da fuoco tra poliziotti bianchi e veterani neri recentemente congedati dall'esercito dell'Unione, folle di residenti bianchi e poliziotti si scatenarono nei sobborghi della gente nera e nelle case degli ex schiavi liberati, attaccando e uccidendo soldati e civili neri e commettendo molti atti di rapina e incendi.
Le truppe federali furono inviate per reprimere la violenza e la pace fu ripristinata il terzo giorno. Un successivo rapporto da parte di un Comitato del Congresso descrisse in dettaglio la carneficina, con i neri che soffrirono di gran lunga la maggior parte dei ferimenti e degli omicidi: 46 neri e 2 bianchi furono uccisi, 75 neri feriti, più di 100 di loro rapinate, 5 donne di colore stuprate e 91 abitazioni, 4 chiese e 8 scuole (tutte le chiese e le scuole dei neri) bruciate nella comunità nere. Moderne stime calcolano le perdite patrimoniali in oltre centomila dollari, sofferte per la maggior parte da neri. Molti fra questi ultimi lasciarono la città per sempre ed entro il 1870 la popolazione era calata di un quarto rispetto al 1865.
La pubblica attenzione a seguito dei disordini e dei rapporti sulle atrocità, insieme al massacro di New Orleans del 1866, avvenuto in luglio, rafforzarono il caso posto dai Repubblicani Radicali nel Congresso degli Stati Uniti che più ebbe da fare per proteggere gli ex schiavi liberati negli Stati Uniti meridionali e garantire loro pieni diritti come cittadini. Gli eventi influirono sull'approvazione del XIV emendamento, che garantiva piena cittadinanza agli Afro-Americani, come anche alle Leggi di Ricostruzione, che stabiliva distretti militari e supervisione su certi stati.
Indagini sui tumulti suggerirono specifiche cause relative alla concorrenza nella classe lavoratrice per abitazioni, lavoro e spazio sociale: gli Irlandesi americani e i loro discendenti erano in concorrenza con gli schiavi liberati in tutte queste categorie.
I proprietari bianchi di piantagioni volevano portare gli schiavi liberati fuori da Memphis e farli tornare alle piantagioni per sostenere la coltivazione del cotone con il loro lavoro. La violenza era il modo di rafforzare l'ordine sociale dopo la fine dello schiavismo.

## Antefatti
Il commercio del cotone crollò nel primo anno di guerra, aggravando pesantemente i problemi economici del Tennessee occidentale. Dopo l'occupazione di Memphis da parte delle forze dell'Unione nel 1862 e l'occupazione dello stato, la città divenne centro per campi di "contrabbando" e un paradiso per gli schiavi rifugiativi in cerca di protezione dai loro precedenti padroni.
Nella Contea di Shelby e nelle quattro adiacenti intorno alla città, la popolazione totale di schiavi nel 1860 era di 45 000 unità. Quando gli schiavi liberati e quelli fuggiti migrarono nella città, la popolazione nera di Memphis aumentò dai 3 000 abitanti nel 1860, a quasi 20000 nel 1865. La popolazione complessiva di Memphis nel 1860 era di 22623 e, mentre essa cresceva rapidamente, le migliaia di neri ebbero un effetto prevalente. Nel 1870 la popolazione della città aveva raggiunto i 40 226 abitanti.
Mentre alcuni neri vivevano nei campi, le famiglie del 3º artiglieria, una unità di soldati neri che era stata lì di stanza, costruì capanne e baracche, essi si sistemarono oltre i confini della città, vicino a Fort Pickering, presso quella che fu chiamata Memphis Sud. Molte delle loro famiglie si spostarono nella stessa zona.
Unico tra gli stati, a causa della occupazione militare a lungo termine subita durante la guerra, il Tennessee creò un genere de facto di Black Codes, che dipendeva dalla complicità della polizia, giudici, secondini, ecc. Proprietari di schiavi del Tennessee e dell'area di Memphis combattevano con la mancanza di mano d'opera dovuta alla fuga degli schiavi in cerca di libertà dietro le linee dell'Unione, ed essi non potevano più contare sui vantaggi economici derivanti dal lavoro forzato. I bianchi non lo sopportavano ed erano allarmati dai molti ex schiavi liberi a Memphis e sollecitarono i militari ad obbligare i neri a lavorare. I militari presero in custodia i neri classificati come vagabondi e li costrinsero ad accettare contratti di lavoro nelle piantagioni.
Al generale Nathan Dudley, che impose questa politica del lavoro al Freedmen's Bureau (l'agenzia per gli schiavi liberati) di Memphis, il locale reverendo T. E. Bliss scrisse:
(Reverendo T. E. Bliss, citato in Hardwick, "Your Old Father Abe Lincoln Is Dead And Damned" (1993), p. 115.)
I soldati neri contrastarono gli sforzi di obbligare la loro gente a tornare nelle piantagioni. Il generale Davis Tilson era il capo del Freedmen's Bureau prima di Dudley. Riferendosi alle attività dei soldati emesse per minacciare i vagabondi di ritornare al lavoro nelle piantagioni, egli disse: "i soldati di colore interferiscono con i loro lavori e dicono a persone libere che le dichiarazioni a loro attribuite … sono false, quindi intralciano le operazioni del Freedmen's Bureau"

### Residenti irlandesi
Prima della guerra, gli immigrati irlandesi avevano costituito la maggior ondata di nuovi venuti nella città: l'etnia irlandese costituiva fino al 9,9% della popolazione nel 1850, quando la popolazione cittadina era di 8 841 abitanti. La popolazione si espanse rapidamente e nel 1860 era di 22 623 unità, di cui gli irlandesi costituivano il 23,2%. Essi incontravano considerevoli discriminazioni, ma nel 1860 occupavano gran parte delle posizioni nelle forze di polizia e avevano ottenuto molti eletti e posizioni di prestigio nel governo della città, compresa la carica di sindaco. Ma gli irlandesi competevano anche con gli ex schiavi liberi per i lavori destinati alle classi più basse, respinti dai bianchi, contribuendo così all'animosità fra i due gruppi (simile animosità fra gente bianca della classe lavoratrice, compresi gli immigrati irlandesi, e neri liberi in competizione per il lavoro furono tra le cause di violenza nel Nord, compresi i disordini di New York del 1863).
La gran parte degli irlandesi era arrivata alla metà del secolo a causa della Grande carestia degli anni 1840. Molti si sistemarono nella Memphis Sud, un nuovo quartiere a composizione razziale mista costruito su due bayou
Memphis fu sede di gran parte delle famiglie di artigiani e operai semi-specializzati. Quando l'esercito occupò Memphis, esso stabilì vicino a Fort Pickering la sua base operativa.
Il Freedmen's Bureau istituì una filiale anche in questa zona. Un insediamento di neri rifugiati si trovava ancora più a sud, fuori dai limiti cittadini.
Nei primi anni dell'occupazione, l'esercito dell'Unione permise un governo civile, mentre proibì a noti veterani confederati di assumere cariche pubbliche. A causa di ciò, molti appartenenti all'etnia irlandese ottennero incarichi pubblici in questo periodo. Il generale Washburne sciolse il governo della città nel luglio 1864, ma esso fu ripristinato dopo la fine dell'occupazione militare nel luglio 1865.

### Tensioni crescenti
The Daily Avalanche fu uno dei giornali locali che esacerbò le tensioni verso la gente nera, come contro gli sforzi della Ricostruzione dopo la guerra. Il rapporto del Freedmen's Bureau dopo i disordini descrisse la lunga "amarezza" tra i neri e i "bianchi di basso livello", aggravata da alcuni recenti incidenti tra di loro. Essendogli stato detto dal sindaco e dai cittadini di Memphis nel 1866 che essi potevano mantenere l'ordine, il Maggior Generale George Stoneman aveva ridotto le sue forze a Fort Pickering, avendo assegnato colà solo 150 uomini. Essi vennero utilizzati solo per proteggere la gran quantità di materiali presso il forte.
Le tensioni sociali in città aumentarono quando l'esercito federale utilizzò soldati neri per pattugliare Memphis. Vi era competizione tra il governo locale e quello militare su chi doveva comandare; dopo la guerra, il ruolo sviluppatosi del Freedmen's Bureau si aggiunse all'ambiguità. All'inizio del 1866, ci furono numerosi casi di minacce e risse tra soldati neri che transitavano in città e poliziotti bianchi di Memphis, che erano per il 90% immigrati irlandesi. Numerosi osservatori oculari testimoniarono sulle tensioni tra i gruppi etnici.
Funzionari del Bureau riferirono che la polizia arrestava soldati neri per infrazioni minori e normalmente li trattava con brutalità, in contrasto al trattamento riservato ai bianchi sospettati. "Uno storico descrisse la composizione delle forze di polizia come "portare una truppa di leoni per sorvegliare un branco di riottosi bovini"(U.S. House 1866:143)." La polizia fu usata per interagire con i neri secondo le leggi del Tennessee sugli schiavi e non sopportava la vista di uomini neri in uniforme.
Gli incidenti dovuti alla brutalità della polizia aumentarono. Nel settembre 1865 il Brigadiere Generale John E. Smith bandì "i pubblici intrattenimenti, balli, e ricevimenti fino a quel momento dati frequentemente dalle persone di colore di questa Città." La polizia interveniva talvolta violentemente nelle riunioni di neri e in un'occasione tentarono di arrestare un gruppo di donne con la motivazione di prostituzione; esse erano le mogli dei soldati in riunione. I soldati prevennero gli arresti e seguì una tregua armata. La polizia spintonava e picchiava la gente nera nelle vie della città con l'accusa del reato di "insolenza."

### Il giorno prima dei disordini
Gli ufficiali raccomandarono ai soldati neri la moderazione in questi casi. Ma voci si diffusero nella comunità bianca che i neri stavano pianificando una vendetta organizzata per tali incidenti. I disordini furono anticipati dopo che molte truppe nere dell'Unione (Il terzo reggimento nero di artiglieria pesante) si adunarono al di fuori dell'esercito il 30 aprile 1866. Gli ex soldati dovettero rimanere in città per parecchi giorni mentre attendevano la loro paga di congedo; l'esercito si riprese le armi, ma alcuni uomini ne avevano di proprie. Essi passavano il tempo passeggiando per la città, bevendo e festeggiando.
Nel pomeriggio del 30 aprile, scoppiò una rissa tra un gruppo di tre soldati neri e quattro poliziotti irlandesi. Dopo essersi scherniti l'un l'altro e venuti alle mani, un ufficiale della polizia colpì alla testa con la propria arma un soldato così fortemente da romperla. Dopo ulteriori scontri, i due gruppi presero strade separate. Le notizie dell'incidente si diffusero in città.

### Violenza di massa
Non trovando soldati nella tarda sera, la folla bianca aveva formato ronde per attaccare i neri nella zona, saccheggiando e assalendo le persone che trovavano. Essi attaccarono case, scuole e chiese, incendiandone molte, così come attaccarono indiscriminatamente residenti neri. Alcuni di questi morirono quando la folla li obbligò a rimanere in casa mentre questa bruciava.
Queste attività ripresero il mattino del 2 maggio e continuarono per tutta la giornata. Polizia e incendiari costituivano un terzo della folla (24% e 10%, rispettivamente, del totale); ad essi si aggiunsero persone di modeste attività, (28%), impiegati (10%), artigiani (10%) e guardie urbane (4,5%). Si seppe che John Pendergast e i suoi figli Michael e Patrick, giocarono un ruolo chiave nell'organizzare le violenze e usarono il loro magazzino di drogheria all'angolo tra la South Street e la Causey Street come base per le operazioni. Una donna nera riferì che Pendergast le aveva detto, "Io sono colui che ha portato fuori di qui la folla, ed essi faranno proprio cosa dico loro"

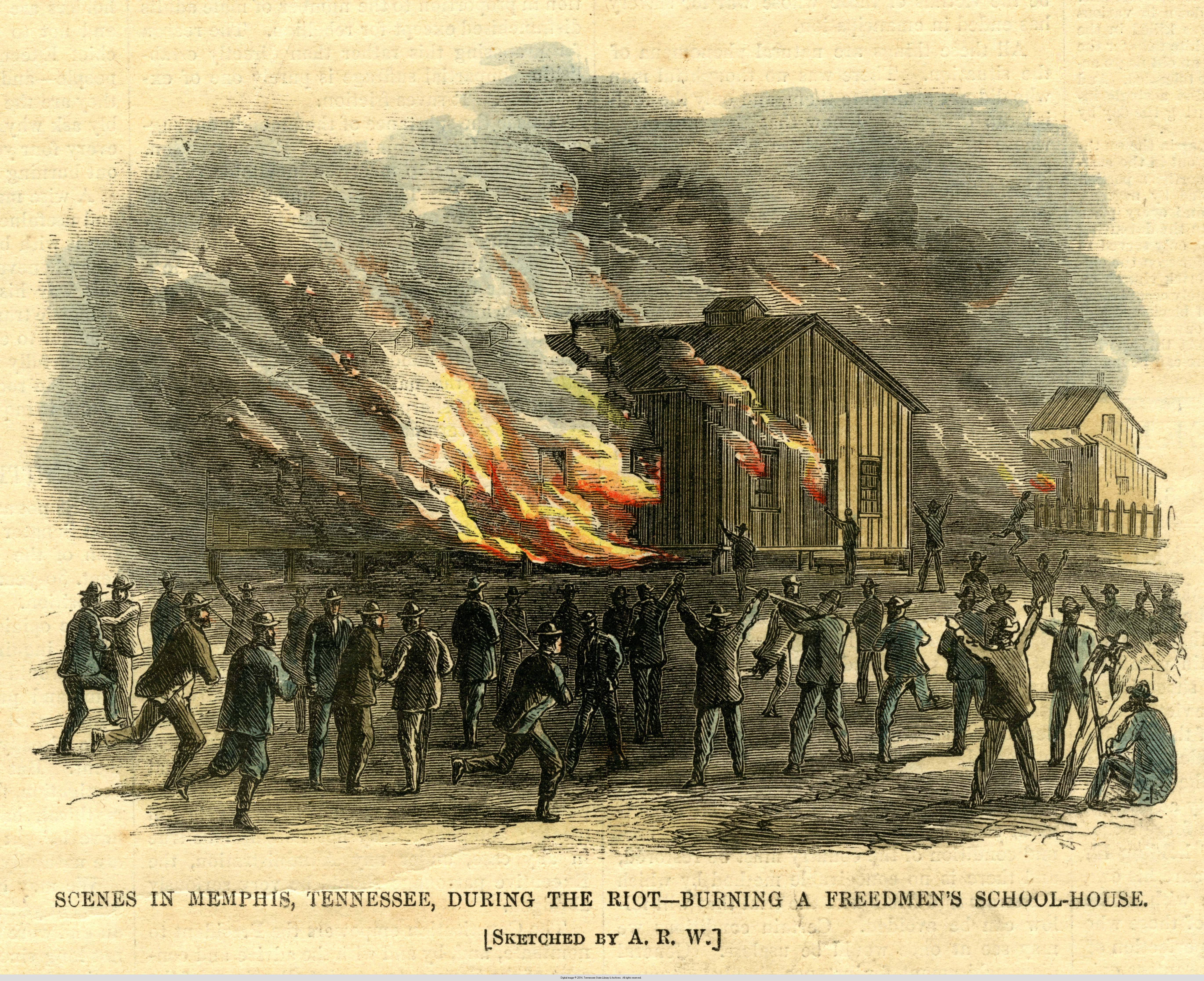
L'edificio scolastico degli schiavi liberati dato alle fiamme.

Dopo il primo giorno, come ebbe a dire successivamente il generale Stoneman, la gente nera non agì con aggressività nei disordini e combatteva per sopravvivere. Nel luogo dell'incidente iniziale, il cronista della città John Creighton incitò una folla di bianchi ad armarsi per uccidere neri e costringerli a lasciare la città. Voci di una rivolta armata dei residenti neri di Memphis furono diffuse da funzionari bianchi locali e demagoghi. Il sindaco di Memphis, John Park rimase sospettosamente assente (disse di essere intossicato); Il general Runkle, capo del Freedmen's Bureau, non aveva forze sufficienti per intervenire.
Il generale George Stoneman, comandante delle truppe federali di occupazione a Memphis, era indeciso nel tentare di soffocare i primi stadi dei disordini. Questa indecisione provocò un incremento della scala dei danni. Egli dichiarò la legge marziale nel pomeriggio del 3 maggio e ristabilì l'ordine con la forza.
Il Procuratore Generale del Tennessee, William Wallace, si mise a capo di un gruppo di 40 uomini, si dice per incoraggiarli a uccidere e incendiare

### Incidenti e costi
In totale, 46 neri e 2 bianchi furono uccisi (uno si ferì da solo e l'altro fu ucciso apparentemente da altri bianchi), 75 persone furono ferite (la maggior parte nere), oltre 100 rapinati, 5 donne nere dichiararono di essere state violentate e testimoniarono presso il successivo comitato di indagine del Congresso, e 91 case incendiate (89 appartenenti a neri, una a un bianco e una a una coppia di razza mista). Quattro chiese di neri e 12 loro scuole furono bruciate. Moderne stime valutano le perdite patrimoniali a oltre $100000, compresi i pagamenti tolti ai veterani neri dalla polizia nel primo scontro.
Il veterano confederato Ben Dennis fu ucciso il 3 maggio perché conversava con un amico nero in un bar.
Le risultanze mostrarono che la folla focalizzava la sua violenza contro le case (e le mogli) dei soldati neri. L'incendio fu il crimine più commesso. La folla sceglieva certe abitazioni risparmiandone altre secondo la percepita subordinazione degli abitanti.

## Conseguenze
Il Daily Avalanche elogiò Stoneman per le sue azioni durante gli eventi, commentando in un editoriale:
(Ryan, The Memphis Riots of 1866 (1977), p. 252.)
L'Avalanche sostenne anche la sua convinzione che la violenza avrebbe restaurato il vecchio ordine sociale:
(Hardwick, Your Old Father Abe Lincoln Is Dead And Damned (1993), p. 123.)

### Risposte legali
Nessun procedimento penale ebbe luogo contro gli istigatori o i perpetratori dei disordini di Memphis. Il Procuratore Generale degli Stati Uniti, James Speed, sentenziò che le azioni giudiziarie per i disordini rientravano nella giurisdizione dello stato. Ma funzionari statali e locali rifiutarono di prendere provvedimenti e non fu convocato alcun grand jury.
Criticato a quel tempo per la sua inazione, il generale Stoneman fu indagato e infine discolpato da un comitato del Congresso. Egli disse di essere stato all'inizio riluttante a intervenire, poiché la gente di Memphis aveva detto che essi avrebbero potuto provvedere da soli. Egli necessitava di una comunicazione diretta e di una richiesta da parte del sindaco e del consiglio comunale. Il 3 maggio, quando gli chiesero il suo sostegno nel mettere insieme una forza, egli disse loro che non lo avrebbe permesso. Egli impose la legge marziale, rifiutò di permettere a gruppi di riunirsi e soppresse i disordini. Stoneman si trasferì in California, dove fu successivamente eletto governatore, rimanendo in carica dal 1883 al 1887.

### Indagini delFreedmen's Bureau
I disordini di Memphis vennero indagati dal Freedmen's Bureau, con l'aiuto dell'esercito e dell'Ispettore Generale del Tennessee, che raccolse affidavit da coloro che erano stati coinvolti. In aggiunta, ci fu un'indagine e un rapporto da parte di un Comitato del Congresso, che giunse a Memphis il 22 maggio e intervistò 170 testimoni compreso Frances Thompson, raccogliendo dettagliate versioni orali sia da neri che da bianchi.

### Effetti politici
I risultati dei disordini di Memphis e di simili incidenti (il massacro di New Orleans nel luglio 1866) aumentarono il sostegno per una ricostruzione radicale. Rapporti sui disordini screditarono il Presidente Andrew Johnson, che proveniva dal Tennessee e ne era stato governatore militare sotto Lincoln. Il programma moderato di Johnson della Ricostruzione Presidenziale fu bloccato e il Congresso si orientò sulla Ricostruzione Radicale. I Radicali Repubblicani vinsero le elezioni del Congresso del 1866, ottenendo una maggioranza a prova di veto a Washington. Di conseguenza, essi approvarono leggi-chiave, come i Reconstruction Acts, gli Enforcement Acts e il XIV emendamento che garantiva la cittadinanza, la pari protezione delle leggi e un giusto processo agli ex schiavi. Il cambiamento nel clima politico, catalizzato dalla risposta ai disordini razziali, alla fine fece sì che gli ex schiavi ottenessero pieni diritti di cittadinanza.
Per l'Assemblea del Tennessee, i disordini misero in luce la mancanza di leggi di stato che definissero lo status degli schiavi liberati.

### Memphis
Molti neri lasciarono definitivamente la città a causa dell'ambiente ostile. Il Freedmen's Bureau continuò a combattere per proteggere i residenti rimasti. Nel 1870 la popolazione nera era diminuita di un quarto dal 1865, a circa 15000, su un totale della popolazione cittadina di più di 40.000.
La comunità nera continuò a resistere; il 22 maggio 1866, i lavoratori dei dock sul fiume scioperarono e marciarono per ottenere paghe più alte (tutti gli scioperanti furono arrestati.) Dopo l'estate, i Sons of Ham, organizzazione fraterna di uomini neri, tenne dimostrazioni per il diritto di voto ai neri. Essi lo ottennero nel XIX secolo, ma alla fine, vicino al ventesimo. Il Tennessee si unì agli altri stati del Sud nel creare barriere alla registrazione degli elettori e al voto, escludendo effettivamente gran parte dei neri dal sistema politico per più di sei decenni.
Il parlamento statale prese il controllo delle forze di polizia della città. Approvò una legge che rivide anche il sistema punitivo penale di Memphis, che entrò in effetto il 1º luglio 1866.